# Huntington Center
Das Huntington Center ist eine Multifunktionsarena in der US-amerikanischen Stadt Toledo im Bundesstaat Ohio.

## Geschichte
Die Arbeiten begannen am 1. Oktober 2007. Das ausführende Bauunternehmen war die Turner Construction. Die Halle wurde am 3. Oktober 2009 nach zwei Jahren Bauzeit unter dem Namen Lucas County Arena eröffnet. Die Baukosten beliefen sich auf 105 Mio. US-Dollar. Sie ersetzte die Toledo Sports Arena von 1947. Der Besitzer der Sportarena ist der Lucas County; Betreiber ist die ASM Global. Maximal finden 9341 Besucher, zu Konzerten, Platz in der Arena. Zu Basketballspielen sind es 8000 und bei Eishockeyspielen 7389 Plätze (mit Stehplätzen bieten sich 8200 Plätze). Im April 2010 wurde die Huntington Bancshares Inc. Namenssponsor für 2,1 Mio. US-Dollar zunächst über sechs Jahre der Veranstaltungshalle. Insgesamt konnte der Vertrag mit mehreren Optionen 11 Mio. US-Dollar einbringen.
Bisher einziger dauerhafter Nutzer ist das ECHL-Eishockeyteam der Toledo Walleye. Die Arena-Football-Mannschaft der Toledo Bullfrogs sollte 2009 in der Af2 in der Lucas County Arena spielen, die Liga stellte aber ihren Spielbetrieb ein.  Weitere Veranstaltungen in der Arena sind u. a. Konzerte, Shows, Rodeos der PBR und die AMA Arenacross Series.